# 瑪麗亞·特蕾莎·費莉齊塔·埃斯特
瑪麗亞·特蕾莎·費莉齊塔·埃斯特（義大利語：Maria Teresa Felicita d'Este，1726年10月6日—1754年4月30日），龐蒂耶夫公爵夫人，摩德納公爵法蘭西斯科三世·埃斯特的女兒。

## 家庭
1744年，瑪麗亞·特蕾莎·費莉齊塔和龐蒂耶夫公爵路易-若望-馬利結婚，兩人共有1子1女：
1. 路易-亞歷山大（英语：Louis Alexandre, Prince of Lamballe）（1747年—1768年）
2. 路易絲·瑪麗·阿德萊德（1753年—1821年）